# Caripeta aretaria
Caripeta aretaria là một loài bướm đêm trong họ Geometridae.